# Wahlbezirk Böhmen 11
Der Wahlbezirk Böhmen 11 war ein Wahlkreis für die Wahlen zum Abgeordnetenhaus im österreichischen Kronland Böhmen. Der Wahlbezirk wurde 1907 mit der Einführung der Reichsratswahlordnung geschaffen und bestand bis zum Zusammenbruch der Habsburgermonarchie.

## Geschichte
Nachdem der Reichsrat im Herbst 1906 das allgemeine, gleiche, geheime und direkte Männerwahlrecht beschlossen hatte, wurde mit 26. Jänner 1907 die große Wahlrechtsreform durch Sanktionierung von Kaiser Franz Joseph I. gültig. Mit der neuen Reichsratswahlordnung schuf man insgesamt 516 Wahlbezirke, wobei mit Ausnahme Galiziens in jedem Wahlbezirk ein Abgeordneter im Zuge der Reichsratswahl gewählt wurde. Der Abgeordnete musste sich dabei im ersten Wahlgang oder in einer Stichwahl mit absoluter Mehrheit durchsetzen. Der Wahlkreis Böhmen 11 umfasste die Stadt Königliche Weinberge (Vinohrady) ohne den zum Wahlbezirk 10 gehörenden Teil.
Aus der Reichsratswahl 1907 ging  Josef Herold (Jungtschechen) als Sieger hervor. Er gewann die Stichwahl gegen den national-sozialen Kandidaten Josef Sláma. Herold verstarb jedoch bereits im Mai 1908, woraufhin Ersatzwahlen durchgeführt werden mussten. Bei diesen setzte sich Sláma in der Stichwahl mit 62 Prozent gegen den Jungtschechen Körner durch. Bei der Reichsratswahl 1911 konnte sein Parteikollege Otakar Hübschmann im ersten Wahlgang die absolute Mehrheit erreichen.

## Wahlergebnisse

### Reichsratswahl 1907
Die Reichsratswahl 1907 wurde am 14. Mai 1907 (erster Wahlgang) sowie am 23. Mai 1907 (Stichwahl) durchgeführt.

#### Erster Wahlgang
| Kandidat                                                                    | Partei                                  | Wahlkreisstimmen | Prozent |
| --------------------------------------------------------------------------- | --------------------------------------- | ---------------- | ------- |
| Josef Herold                                                                | Jungtschechen                           | 1992             | 37,1 %  |
| Josef Sláma                                                                 | Tschechische national-soziale Partei    | 1424             | 26,5 %  |
| František Václav Krejčí                                                     | Tschechische Sozialdemokratische Partei | 1331             | 21,1 %  |
|                                                                             | deutsche Zählkandidaten                 | 502              | 9,4 %   |
|                                                                             | Agrarier                                | 67               | 1,2 %   |
|                                                                             | Sonstige Parteien                       | 52               | 1,0 %   |
| Wahlberechtigte: 6646, Ungültige/Leere Stimmen: 16, Wahlbeteiligung: 81,0 % |                                         |                  |         |

#### Stichwahl
| Kandidat                                                                    | Partei                               | Wahlkreisstimmen | Prozent |
| --------------------------------------------------------------------------- | ------------------------------------ | ---------------- | ------- |
| Josef Herold                                                                | Jungtschechen                        | 2602             | 58,0 %  |
| Josef Sláma                                                                 | Tschechische national-soziale Partei | 1883             | 42,0 %  |
| Wahlberechtigte: 6646, Ungültige/Leere Stimmen: 19, Wahlbeteiligung: 67,8 % |                                      |                  |         |

### Reichsratsergänzungswahl 1908
Nach dem Tod von Herold am 4. Mai 1908 wurde am 12. November 1908 (erster Wahlgang) und am 20. November 1907 (Stichwahl) die Ersatzwahl durchgeführt.

#### Erster Wahlgang
| Kandidat                                                                    | Partei                                  | Wahlkreisstimmen | Prozent |
| --------------------------------------------------------------------------- | --------------------------------------- | ---------------- | ------- |
| Josef Sláma                                                                 | Tschechische national-soziale Partei    | 2054             | 48,8 %  |
| Körner                                                                      | Jungtschechen                           | 1280             | 30,4 %  |
| Josef Havránek                                                              | Tschechische Sozialdemokratische Partei | 775              | 18,4 %  |
| Ladislaus Kunte                                                             | Realist                                 | 60               | 1,4 %   |
| Anton Drapalik                                                              | Tschechische Christlichsoziale Partei   | 49               | 1,2 %   |
|                                                                             | Sonstige Parteien                       | 6                | 0,1 %   |
| Wahlberechtigte: 7000, Ungültige/Leere Stimmen: 11, Wahlbeteiligung: 60,3 % |                                         |                  |         |

#### Stichwahl
| Kandidat                                                                   | Partei                               | Wahlkreisstimmen | Prozent |
| -------------------------------------------------------------------------- | ------------------------------------ | ---------------- | ------- |
| Josef Sláma                                                                | Tschechische national-soziale Partei | 2488             | 61,8 %  |
| Körner                                                                     | Jungtschechen                        | 1535             | 38,2 %  |
| Wahlberechtigte: 700, Ungültige/Leere Stimmen: 16, Wahlbeteiligung: 57,7 % |                                      |                  |         |

### Reichsratswahl 1911
Die Reichsratswahl 1911 wurde am 13. Juni 1911 durchgeführt. Die Stichwahl entfiel auf Grund des absoluten Mehrheit für Choc im ersten Wahlgang.
| Kandidat                                                               | Partei                                               | Wahlkreisstimmen | Prozent |
| ---------------------------------------------------------------------- | ---------------------------------------------------- | ---------------- | ------- |
| Otokar Hübschmann                                                      | Tschechische national-soziale Partei                 | 3363             | 63,2 %  |
| František Václav Krejčí                                                | Tschechische Sozialdemokratische Partei              | 1240             | 23,3 %  |
| Alexander Richter                                                      | deutschfortschrittlicher Kandidat                    | 314              | 5,9 %   |
| Antonín Novotný                                                        | Tschechische staatsrechtlich-fortschrittliche Partei | 261              | 4,9 %   |
| Antonín Kobes                                                          | Tschechische Christlichsoziale Partei                | 121              | 2,3 %   |
|                                                                        | Sonstige                                             | 25               | 0,5 %   |
| Wahlberechtigte: 8632, Ungültige Stimmen: 16, Wahlbeteiligung: 661,9 % |                                                      |                  |         |